# Vincent Ganivet
Pour les articles homonymes, voir Ganivet.
Vincent Ganivet (né en 1976) est un artiste français.

## Biographie
Vincent Ganivet nait à Suresnes en 1976.
Diplômé de l'école des beaux-arts de Paris en 2001, il est connu pour ses structures autoportantes à base de blocs de béton,.
EN 2010 il expose à La Maréchalerie, centre d'art contemporain de l'École Nationale Supérieure d'Architecture de Versailles -ENSAV-.

## Œuvres
Vincent Ganivet est reconnu pour ses installations monumentales et ses œuvres réalisées avec des matériaux industriels. Son travail se caractérise par l’utilisation de matériaux bruts, tels que le bois, les briques, le parpaing et le béton, auxquels il donne une dimension poétique et inattendue. Il utilise des techniques de construction ingénieuses et souvent contre-intuitives.
Son art combine la rigueur mathématique à une esthétique minimaliste. Il met en scène des jeux d’équilibre et de gravité. Il pousse le spectateur à reconsidérer la stabilité des objets et des structures. Il crée souvent des œuvres en arcs caténaires, où les matériaux sont disposés sans colle ni liant, en équilibre parfait, utilisant seulement la force gravitationnelle pour maintenir la structure.
Ganivet puise son inspiration dans l’ingénierie et les principes de l'architecture vernaculaire. Il crée des œuvres monumentales et délicates, qui jouent avec la limite de la solidité et de l’effondrement.

### Les Arches Caténaires

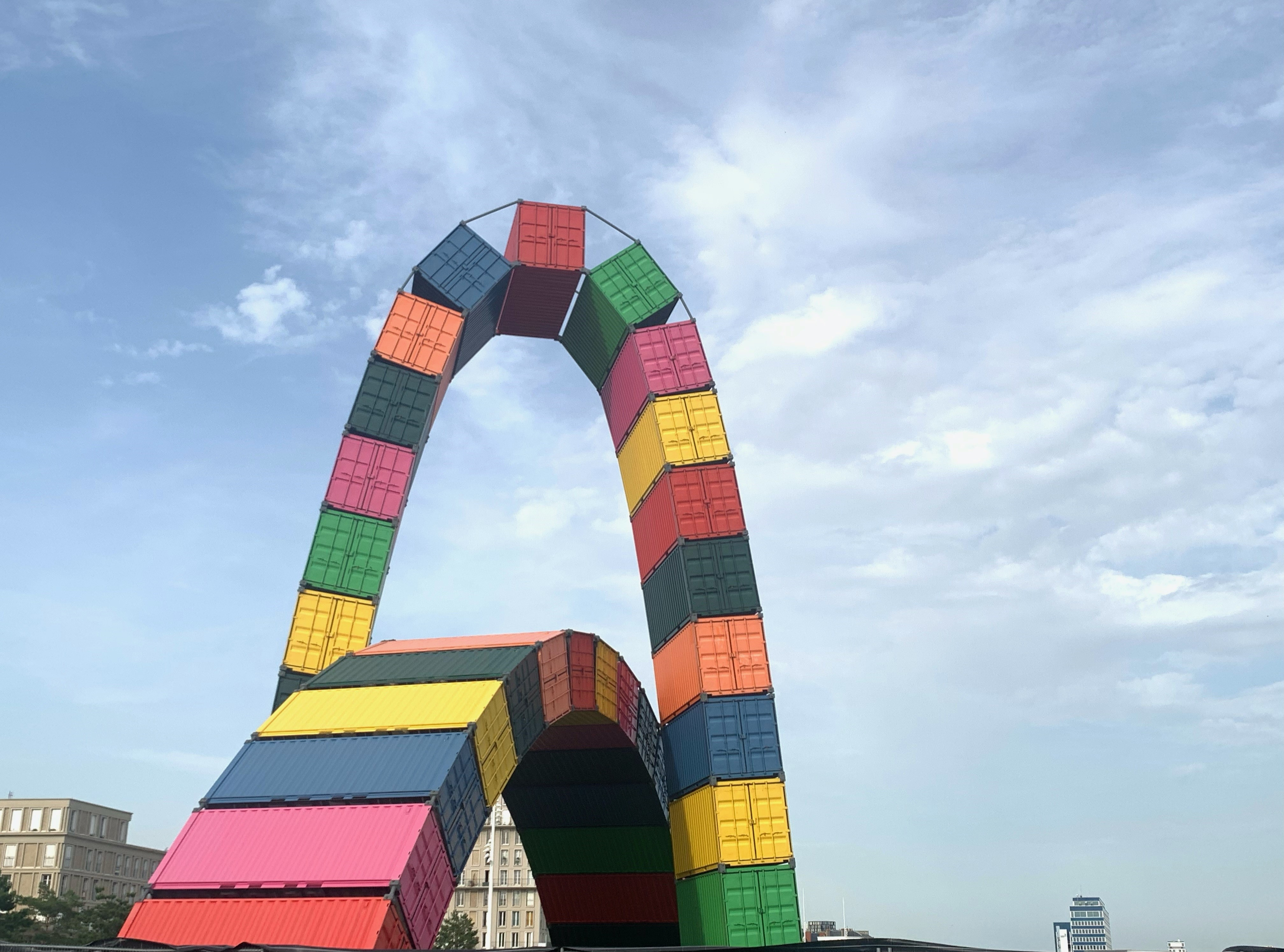
Vincent Ganivet, Catène de Containers, Le Havre, France.

Les « arches caténaires » sont probablement les œuvres les plus emblématiques de Vincent Ganivet. Elles sont constituées de parpaings empilés en arcs, sans aucun liant, reposant uniquement sur l'équilibre naturel de la structure. Ces arcs jouent avec la tension et la gravité. Leur apparence légère contraste avec le poids des matériaux utilisés.
Une de ces installations remarquables est visible au Palais de Tokyo à Paris, où Vincent Ganivet a érigé des arches dans l’espace extérieur, attirant l’attention pour leur équilibre fragile et monumental.
Pour fêter les 500 ans de la ville du Havre, dans le cadre du festival Un été au Havre, il a imaginé une œuvre monumentale, dite catène de containers. Les deux arches (en forme de chaînette renversée), ont été assemblées au moyen, respectivement de 21 et de 15 conteneurs métalliques, symbolisant la vocation maritime et commerciale de la ville. Celles-ci ont été érigées quai de Southampton, en mai 2017,.

### Carrés magiques (2011)
Dans cette série, Ganivet utilise des modules en parpaing pour créer des installations quadrillées, en forme de carrés magiques, disposées dans l’espace pour former des motifs géométriques précis. Cette œuvre explore la notion de répétition et de motif, tout en jouant avec la rigueur mathématique qui s’impose dans la réalisation des structures.
Fontaines (depuis 2015)
Les fontaines de Ganivet sont une série où l'artiste utilise des tuyaux PVC cintrés pour créer des jets d’eau en formes géométriques, rappelant l’esthétique des fontaines classiques tout en adoptant des matériaux et un style contemporain. En ajoutant l’eau comme composant de son travail, il introduit une dimension de mouvement et de fluidité dans ses œuvres, rompant avec la rigidité du béton et du parpaing. La série des Fontaines est exposée à plusieurs endroits, y compris dans des espaces publics. Elles s'inscrivent dans une démarche de transformation d'objets utilitaires en œuvres artistiques.
Vincent Ganivet a également produit d'autres séries comme les « Voûtes et Dômes » ou encore les « Colonnes Autonomes ».

### Reconnaissance
Les œuvres sont souvent exposées dans des institutions majeures en France et à l'étranger, comme le Centre Pompidou à Paris, le Palais de Tokyo, la Biennale de Lyon, et de nombreuses galeries européennes. Ses installations sont également souvent présentées dans des espaces publics. Ses œuvres interrogent la notion de pérennité dans l’art et invitent le public à une réflexion sur la capacité de la matière brute à devenir un vecteur d’émotion et d’expression poétique.

## Expositions
- 2017 : Perspectives et développements, Le Portique centre régional d'art contemporain du Havre, France
- 2010 : Espèces d'hybrides[9], 40mcube, Rennes. Commissariat : 40mcube